# Добрашин Јелић
Добрашин Јелић (Слатина, 28. август 1946 — Београд, 29. март 2021) био је српски књижевник. Писао је прозу, поезију и књижевну и ликовну критику. Основну школу завршио је у Андријевици, гимназију у Иванграду (Беране), а Правни факултет у Новом Саду. Живео је у Београду.
Био је члан Удружења књижевника Црне Горе, Удружења књижевника Србије и Удружења за културу, уметност и међународну сарадњу „Адлигат” којем је поклонио део своје библитеке и више десетина потписаних књига.

## Награде
Добитник је Награде „17. јул“ општине Андријевица, за књижевни опус, за 1997. годину, Награде „Михаило Лалић“, И. К. „Комови“, из Андријевице, за роман Бескрајна поља чичка, за 2003. годину и освојио Прву награду за необјављену хаику пјесму, на анонимном Међународном конкурсу Хаику фестивала „Оџаци 2019“, који је расписала Народна библиотека „Бранко Радичевић“, из Оџака..

## Преводи
Превођен је на енглески, италијански, јерменски, бугарски, македонски, словеначки, и албански језик.